# Tommot
Tommot (ryska Томмо́т, jakutiska Томмот) är en stad i delrepubliken Sacha i Ryssland. Folkmängden uppgår till cirka 7 000 invånare.